# Gorizont

Gorizont

Gorizont, (em russo:  Горизонт, Horizonte) é uma série de 35 satélites geoestacionários russos para telecomunicação, lançados entre 1978 e 2000.
Os satélites Gorizont foram desenvolvidos pelo centro de desenvolvimento NPO PM, localizado na cidade de Zheleznogorsk, na Sibéria, Rússia, durante os anos de 1970. A série de satélites Gorizont foi a geração sucessora da série de satélites soviéticos Ekran e foram os primeiros satélites civis soviéticos a utilizarem múltiplos transponders. Também foram equipados com um aperfeiçoado sistema triaxial para controle de altitude e painéis solares que eram capazes de girar para sempre se manterem em uma posição adequada em relação ao Sol para otimizar o suprimento de energia.
Para o sistema Gorizont, a União Soviética reservou várias posições orbitais para órbitas geoestacionárias sobre o Equador com as seguintes longitudes:
- Oeste: 14° e 11°
- Este: 40°, 53°, 80°, 90°, 96.5°, 103° e 140°

Dois dos oito transponders a bordo dos satélites Gorizont eram dedicados para redes de TV. Os satélites eram capazes de transmitir sinais  para antenas no solo com apenas 2.5 metros, que utilizavam um sistema simplificado de orientação, comparado com sistemas anteriores. Estas estações de recepção tornaram-se conhecidas como "Moskvas". Os satélites também enviavam sinais as estações "Orbita", um grupo mais antigo de estações terrenas que utilizavam antenas de 12 metros. Os Gorizonts também operavam com a rede "Intersputnik", permitindo transmissões para fora da União Soviética, especialmente para países aliados.
Durante o período soviético, o Ministério das Comunicações gerenciou a rede Gorizont. A título de "experimento" na política econômica, algumas vezes nos anos de 1990, o Ministério de Comunicações fazia pagamentos aos militares russos para lançamento e controle desses satélites, uma novidade para o sistema burocrático soviético. No período pós-soviético, este tipo de interação entre um ministério civil e o setor militar tornou-se comum. 

## Funções
- Transmissão de programas de TV a partir de Moscou, capitais de repúblicas soviéticas e redes regionais;
- Comunicações telefônicas e telegráficas, utilizando entre 800 e 1000 canais;
- Comunicações entre navios e suas bases de controle;
- Transmissão de layouts de jornais;

## Dados sobre os satélites
- Massa: 2150-2200 kg
- Número de transponders: 8
- Capacidade de suprimento de energia: 1,280 Watts
- Precisão do controle de altitude: 0.5°
- Precisão da correção orbital em Longitude: 0.5°
- Precisão da correção orbital em inclinação: 2°
- Vida útil: 3 anos
- Dimensões: 5.45 x 3.30 x 9.46 metros

## História da série Gorizont
O primeiro lançamento de um satélite da série Gorizont ocorreu em 19 de dezembro de 1978, porém, nunca entrou em operação pois o foi injetado em uma órbita errada. O segundo satélite foi lançado em 1979 e o terceiro em 1980. Ambos operacionais, posicionados a 4° W e 53° E, e desempenharam um papel crucial na transmissão dos Jogos Olímpicos de Verão de 1980 para mais de 30 países do mundo. O último desses satélites tinha sido lançado poucos dias antes das Olimpíadas, o que exerceu uma forte pressão sobre os engenheiros e técnicos da base de lançamento de foguetes "Proton" em Baikonur. Problemas técnicos forçaram prolongaram o período de manutenção do foguete Proton na base de lançamento. Depois do lançamento em 14 de junho, o satélite foi ativado com sucesso em 2 de julho de 1980.
Em 1988, o satélite Gorizont destinado a ficar à longitude 170° W era parte da complexa rede de comunicação, oferecendo um serviço de telemetria para o voo de teste da espaçonave reutilizável "Buran".
A partir de 1994, os serviços dos satélites Gorizont foram gradualmente sendo trocados pelos de um outro satélite mais avançado, o Express. Depois de 1996, o lançamento do último satélite Gorizont (No. 45) foi continuamente atrasado por causa de problemas orçamentários, e ele jamais teria sido colocado em órbita se não fosse uma falha com o foguete Proton em outubro de 1999. O acidente resultou em perda do primeiro satélite Express-A, deixando as posições orbitais da Rússia nas órbitas geoestacionárias em via de expirar. Por causa da mesma falha, foram feitas modificações imediatas nos motores do segundo e terceiro estágios do veículo lançador.
Para validar a versão modificada dos motores do Proton e preencher as posições orbitais reservadas para a Rússia tão rápido quanto possível, a Agência Espacial Russa, a Rosaviacosmos, escolheu o Gorizont n.º 45 para lançamento. Ele foi posto com sucesso no espaço em 6 de junho de 2000.

## Satélites
| Satélite     | Fabricante | Veiculo de lançamento | Data do lançamento     | Estado    | Nota |
| ------------ | ---------- | --------------------- | ---------------------- | --------- | --- |
| Gorizont 1   | NPO PM     | Proton-K              | 19 de dezembro de 1978 | Fracassou | |
| Gorizont 2   | NPO PM     | Proton-K              | 05 de julho de 1979    | Inativo   | |
| Gorizont 3   | NPO PM     | Proton-K              | 28 de dezembro de1979  | Inativo   | |
| Gorizont 4   | NPO PM     | Proton-K              | 14 de junho de 1980    | Inativo   | |
| Gorizont 5   | NPO PM     | Proton-K              | 15 de março de 1982    | Inativo   | |
| Gorizont 6   | NPO PM     | Proton-K              | 20 de outubro de 1982  | Inativo   | |
| Gorizont 7   | NPO PM     | Proton-K              | 30 de junho de 1983    | Inativo   | |
| Gorizont 8   | NPO PM     | Proton-K              | 30 de novembro de 1983 | Inativo   | |
| Gorizont 9   | NPO PM     | Proton-K              | 22 de abril de 1984    | Inativo   | |
| Gorizont 10  | NPO PM     | Proton-K              | 01 de agosto de 1984   | Inativo   | |
| Gorizont 11  | NPO PM     | Proton-K              | 18 de janeiro de 1985  | Inativo   | |
| Gorizont 12  | NPO PM     | Proton-K              | 10 de junho de 1986    | Inativo   | |
| Gorizont 13  | NPO PM     | Proton-K              | 18 de novembro de 1986 | Inativo   | |
| Gorizont 14  | NPO PM     | Proton-K              | 11 de maio de 1987     | Inativo   | |
| Gorizont 25L | NPO PM     | Proton-K              | 18 de janeiro de 1988  | Fracassou | |
| Gorizont 15  | NPO PM     | Proton-K              | 31 de março de 1988    | Inativo   | |
| Gorizont 16  | NPO PM     | Proton-K              | 18 de agosto de 1988   | Inativo   | |
| Gorizont 17  | NPO PM     | Proton-K              | 26 de janeiro de 1989  | Inativo   | O satélite foi movido para uma localização orbital de propriedade de Tonga e passou a ser operado pela Rimsat e foi renomeado para Tongastar 1. |
| Gorizont 18  | NPO PM     | Proton-K              | 05 de julho de 1989    | Inativo   | |
| Gorizont 19  | NPO PM     | Proton-K              | 28 de setembro de 1989 | Inativo   | |
| Gorizont 20  | NPO PM     | Proton-K              | 20 de junho de 1990    | Inativo   | |
| Gorizont 21  | NPO PM     | Proton-K              | 03 de novembro de 1990 | Inativo   | |
| Gorizont 22  | NPO PM     | Proton-K              | 23 de novembro de 1990 | Inativo   | |
| Gorizont 23  | NPO PM     | Proton-K              | 01 de julho de 1991    | Inativo   | |
| Gorizont 24  | NPO PM     | Proton-K              | 23 de outubro de 1991  | Inativo   | |
| Gorizont 25  | NPO PM     | Proton-K              | 02 de abil de 1992     | Inativo   | |
| Gorizont 26  | NPO PM     | Proton-K              | 14 de julho de 1992    | Inativo   | |
| Gorizont 27  | NPO PM     | Proton-K              | 27 de novembro de 1992 | Inativo   | |
| Gorizont 39L | NPO PM     | Proton-K              | 27 de maio de 1993     | Fracassou | |
| Gorizont 28  | NPO PM     | Proton-K              | 28 de outubro de 1993  | Inativo   | |
| Gorizont 29  | NPO PM     | Proton-K              | 18 de novembro de 1993 | Inativo   | O satélite foi movido para uma localização orbital de propriedade de Tonga e passou a ser operado pela Rimsat e foi renomeado para Rimsat 1. Posteriormente foi transferido para a PASI e foi renomeado para PAS 1. Depois ele foi adquirido pela LMI e recebeu a denominação de LMI-AP 1. |
| Gorizont 30  | NPO PM     | Proton-K              | 20 de maio de 1994     | Inativo   | O satélite foi movido para uma localização orbital de propriedade de Tonga e passou a ser operado pela Rimsat e foi renomeado para Rimsat 2. Posteriormente foi transferido para a AsiaSat e foi renomeado para AsiaSat G. ele foi adquirido pela LMI e recebeu a denominação de LMI-AP 2. |
| Gorizont 31  | NPO PM     | Proton-K              | 25 de janeiro de 1996  | Inativo   | |
| Gorizont 32  | NPO PM     | Proton-K              | 25 de maio de 1996     | Inativo   | |
| Gorizont 33  | NPO PM     | Proton-K              | 06 de julho de 2000    | Inativo   | |